# بامقعين (وادي العين)

تعديل مصدري - تعديل

بامقعين هي إحدى قرى عزلة وادي العين بمديرية حورة التابعة لمحافظة حضرموت، بلغ تعداد سكانها 153 نسمة حسب تعداد اليمن لعام 2004.